# 2Б1
2Б1 «Ока́» — советская самоходная 420-мм миномётная установка. Производилась ограниченной серией.
Главный конструктор — Б. И. Шавырин. Первый опытный образец был готов в 1957 году. Скорострельность — 1 выстрел за 10,5 минут. Дальность стрельбы — 25 км, активно-реактивной миной — 50 км. Масса артиллерийской мины — 670 кг. Предназначена для стрельбы ядерными зарядами.

## История создания
Согласно постановлению Совета Министров СССР от 18 ноября 1955 года были начаты работы над самоходным миномётом 2Б1 «Ока» и самоходной пушкой 2А3 «Конденсатор-2П». Разработка артиллерийской части была поручена коломенскому специальному конструкторскому бюро машиностроения. За разработку ходовой части отвечало КБ ленинградского Кировского завода.
Всего на Кировском заводе были изготовлены 4 опытные машины. 7 ноября 1957 года машины были продемонстрированы на военном параде в Москве. Работы над 2Б1 продолжались до 1960 года, после чего были остановлены постановлением Совета Министров СССР.

## Описание конструкции
Боевой расчёт машины составлял 7 человек, однако на марше в машине находился только механик-водитель, остальной экипаж перевозился в бронетранспортёре или на грузовике.

### Вооружение
В качестве основного вооружения использовался 420-мм гладкоствольный миномёт 2Б2. Длина ствола составляла около 20 метров. Ввиду отсутствия противооткатных устройств при выстреле машина откатывалась назад на 5 метров. Заряжание артиллерийской мины производилось с казённой части, что существенно увеличивало скорострельность, которая составляла 1 выстрел в 5 минут.

### Ходовая часть
Ходовая часть была спроектирована в конструкторском бюро ленинградского Кировского завода. По классификации ГБТУ имела обозначение «Объект 273». Силовая установка была заимствована с ходовой части тяжёлого танка Т-10.

## Оценка машины
В ходе испытаний был выявлен ряд недостатков (отдача орудия была слишком велика и негативно сказывалась на всех компонентах системы), которые не позволили ввести орудие в эксплуатацию. Системы атомной артиллерии были произведены ограниченной серией (4 ед.) и переданы на вооружение 2-го артиллерийского Кенигсбергского полка РВГК (г. Луга). Полк был сформирован на базе 2-го пушечного артиллерийского Кенигсбергского полка особой мощности (2 пап ОМ РВГК) и 316-го отдельного артиллерийского Кёнигсбергского дивизиона особой мощности (316 оадн ОМ РВГК). В соответствии с директивами главнокомандующего Сухопутными войсками № ОШ/2/244587 от 19 июля 1957 года и командующего артиллерией Советской армии № 777329-сс от 31 июля того же года на базе этих частей к ноябрю 1957 года надлежало сформировать 2-й артиллерийский Кенигсбергский полк РВГК, на вооружение которого должны были поступить новые системы атомной артиллерии. Приказом командующего войсками Ленинградского военного округа (ЛенВО) формирование полка было возложено на командира 2-го пап ОМ РВГК полковника М. А. Терёхина, непосредственно руководил формированием полка командующий артиллерией ЛенВО генерал-лейтенант артиллерии М. А. Парсегов. К началу организационно-штатных мероприятий 2-й пап ОМ РВГК включал шесть батарей, на вооружении которых состояли 12 орудий особой мощности (по шесть 152-мм пушек Бр-2М и 210-мм пушек Бр-17). Предстояло свести батареи в два дивизиона трёхбатарейного состава, принять в состав полка 316-й оадн ОМ, вооружённый 280-мм мортирами Бр-5, и на его базе создать третий дивизион. Полк был сформирован с 25 августа по 2 ноября 1957 года в городе Луга и в соответствии со штатом 8/765 от 4 июля 1957 г. организационно состоял из управления полка, трёх артдивизионов, взвода связи, полковой школы сержантов, подразделений технического и тылового обеспечения. В каждый дивизион входили две двухорудийные артиллерийские батареи и батарея управления. Всего на вооружении полка предполагалось содержать 12 систем ядерной артиллерии.
В ходе контрольно-сдаточных испытаний у этих систем атомной артиллерии был обнаружен ряд недостатков, которые требовали доработки, поэтому к началу формирования полка они не поступили на вооружение. Но с началом 1957/58 учебного года полк приступил к занятиям по боевой подготовке.
Они, как вспоминал начальник политотдела 2-го артиллерийского полка РВГК в 1958—1960 гг., ныне известный учёный-историк полковник в отставке М. И. Фролов, проводились на имевшемся вооружении с учётом специфики боевого применения атомной артиллерии. За три года и восемь месяцев существования полка его подразделения приняли участие в 10 крупных опытных, командно-штабных учениях и манёврах войск, проведённых вышестоящими штабами. Дважды полк подвергался внезапным проверкам боевой готовности с выводом подразделений в район сосредоточения. 14 раз проводились проверки боевой и политической подготовки подразделений полка. Полк провёл восемь дивизионных тактических учений с боевой стрельбой. Офицеры выполнили 86 боевых артиллерийских стрельб, в том числе 72 с разведывательно-корректировочным вертолётом (РКВ) как основным средством разведки, два раза участвовали и занимали призовые места в артиллерийско-стрелковых конкурсах, проводившихся штабом артиллерии округа. Школа сержантов произвела три выпуска, подготовив 212 младших специалистов.
В начале апреля 1960 г. командир, 10 офицеров, 25 сержантов и солдат 2-го артиллерийского полка РВГК убыли в Москву для подготовки к участию в первомайском параде войск и получили для этого четыре самоходных миномёта 2Б1 «Ока». После парада два самоходных миномёта № 59Б101 и № 59Б103, а также две самоходные транспортные машины СТМ-2Т-1 для перевозки выстрелов № 2Т159Б101 и № 2Т159103 были переданы на вооружение полка. С 7 сентября по 1 декабря того же года с 551 центральной автотранспортной базы Центрального автотракторного управления (ЦАВТУ) Минобороны СССР полк получил три САУ 2А3 «Конденсатор» и две СМУ 2Б1 «Ока». С того дня занятия в полку проходили только на новом вооружении в закрытом военном городке при строгом соблюдении режима секретности. На полигон новые орудия и миномёты выводили только ночью. В ходе батарейных тактических учений были выявлены недоработки ходовой части машин. Из-за большого веса гусеничные ленты базового шасси быстро изнашивались и выходили из строя. «Траков хватало на 20—25 км, потом приходилось менять. Представьте, как заменить гусеницу у шестидесятитонной машины, — вспоминал М. И. Фролов, — но трудности не пугали, личный состав понимал, оружие какой разрушительной мощи ему доверено».
В преддверии празднования 43-й годовщины Октябрьской революции полк вновь был привлечён к участию в параде на Красной площади. К тому времени ему были переданы восемь платформ для перевозки вооружения больших размеров. На шесть из них погрузили три САУ 2А3 и три СМУ 2Б1, замаскировали под народно-хозяйственные грузы и отправили к месту тренировок. Первое полковое учение с новым вооружением прошло в феврале 1961 года под руководством начальника ракетных войск и артиллерии ЛенВО. В нём участвовали управление и штаб полка со средствами управления, 1-й и 2-й артдивизионы, подразделения технического и тылового обеспечения. Первый этап прошёл на Лужском артиллерийском полигоне с выходом в район учения штатного вооружения и военной техники. К проведению второго этапа на Стругокрасненском полигоне привлекались только управление полка и дивизионов, 1, 2, 3, 4-й артиллерийских батарей с силами и средствами разведки и связи.
В мае 1961 года шесть систем атомной артиллерии в последний раз участвовали в параде на Красной площади.
В 1961 году на вооружение РВиА Сухопутных войск был принят ТРК второго поколения 2К6 «Луна», с появлением которого связан закат ядерной артиллерии. Системы атомной артиллерии 2Б1, разработанные как временные и подлежавшие замене по мере совершенствования (уменьшения размеров) ядерных боеприпасов, оказались слишком дорогостоящими. В качестве альтернативы им рассматривались 203-мм системы Б-4 (Б-4М) и 240-мм миномёты М-240, но бурное развитие ракетного вооружения не оставило шансов и им. В конце июля 1961 года 2-й артиллерийский полк РВГК был расформирован, на его базе созданы три формирования — ракетная бригада, ракетный дивизион и армейский артиллерийский полк.
Таким образом, через три с небольшим года после создания советская атомная артиллерия прекратила существование. От дальнейшей разработки орудий отказались в пользу более дешёвых и простых в эксплуатации тактических ракетных комплексов 2К6 «Луна».